# خاصية
الخاصية تستعمل في الموضع الذي يكون السبب فيه مخفيا كقول الأطباء هذا الدواء يعمل بالخاصية. فقد عبروا بها عن السبب المجهول للأثر المعلوم بخلاف الخاصة، فإنها في العرف تطلق على الأثر أعم من أن يكون سبب وجوده معلوما أو مجهولا. يقال ما خاصة ذلك الشيء أي ما أثره الناشئ منه.
والخواص اسم جمع الخاصة لا جمع الخاصية لأن جمعها خاصيات. ومطلق الخاصة إما أن يكون لها تعلق بالاستدلال أو لا يكون، وعلى التقديرين إما أن تكون هي لازمة لذلك التركيب لما هو هو أو تكون كاللازمة له، والأول هو الخواص الاستدلالية اللازمة لما هو هو كعكوس القضايا ونتائج الأقيسة. والثاني هو الخواص الاستدلالية الجارية مجرى اللازم كلوازم التمثيلات والاستقراءات من التراكيب لا بمجرد الوضع والمزايا. والكيفيات عبارة عن الخصوصيات المفيدة لتلك الخواص.

## البلاغة
يعبر أهل البلاغة عن لطائف علم المعاني بالخاصة الجامعة لها، وعن لطائف علم البيان بالمزية. وخواص التراكيب كالخواص التي يفيدها الخبر المستعمل في معنى الإنشاء وبالعكس مجازا فإنه لا بد في بيانها من بيان المعاني المجازية التي تترتب عليها تلك الخواص. وأما المتولدات من أبواب الطلب فليست من جنس الخواص بل هي معان جزئية والخواص وراءها، وذلك أن الاستفهام مثلا يتولد منه الاستبطاء وهو معنى مجازي له ويلزمه الطلب، وهو خاصة يقصدها البليغ في مقام يقتضيه. وقس على هذا سائر المتولدات.
وحقيقة المزية المذكورة في كتب البلاغة هي خصوصية لها فضل على سائر الخصوصيات من جنسها، سواء كانت تلك الخصوصية في ترتيب معاني النحو المعبر عنه بالنظم أو في دلالة المعاني الأول على المعاني الثواني، فهي متنوعة إلى نوعين: أحدهما ما في النظم وحقه أن يبحث عنه في علم المعاني. وثانيها ما في الدلالة وحقه أن يبحث عنه في علم البيان، والفرق بين الخواص والمزايا التي تتعلق بعلم المعاني هو أن تلك المزايا تثبت في نظم التراكيب، فتترتب عليها خواصها المعتبرة عند البلغاء. فالمزايا المذكورة منشأ لتلك الخواص، وكذا المزايا التي تتعلق بعلم البيان فإنها تثبت في دلالة المعاني الثواني، فتترتب عليها الخواص المقصودة بتلك الدلالة، وهي الأغراض المترتبة على المجاز المرسل والاستعارة والكناية.